# Kenny Werner

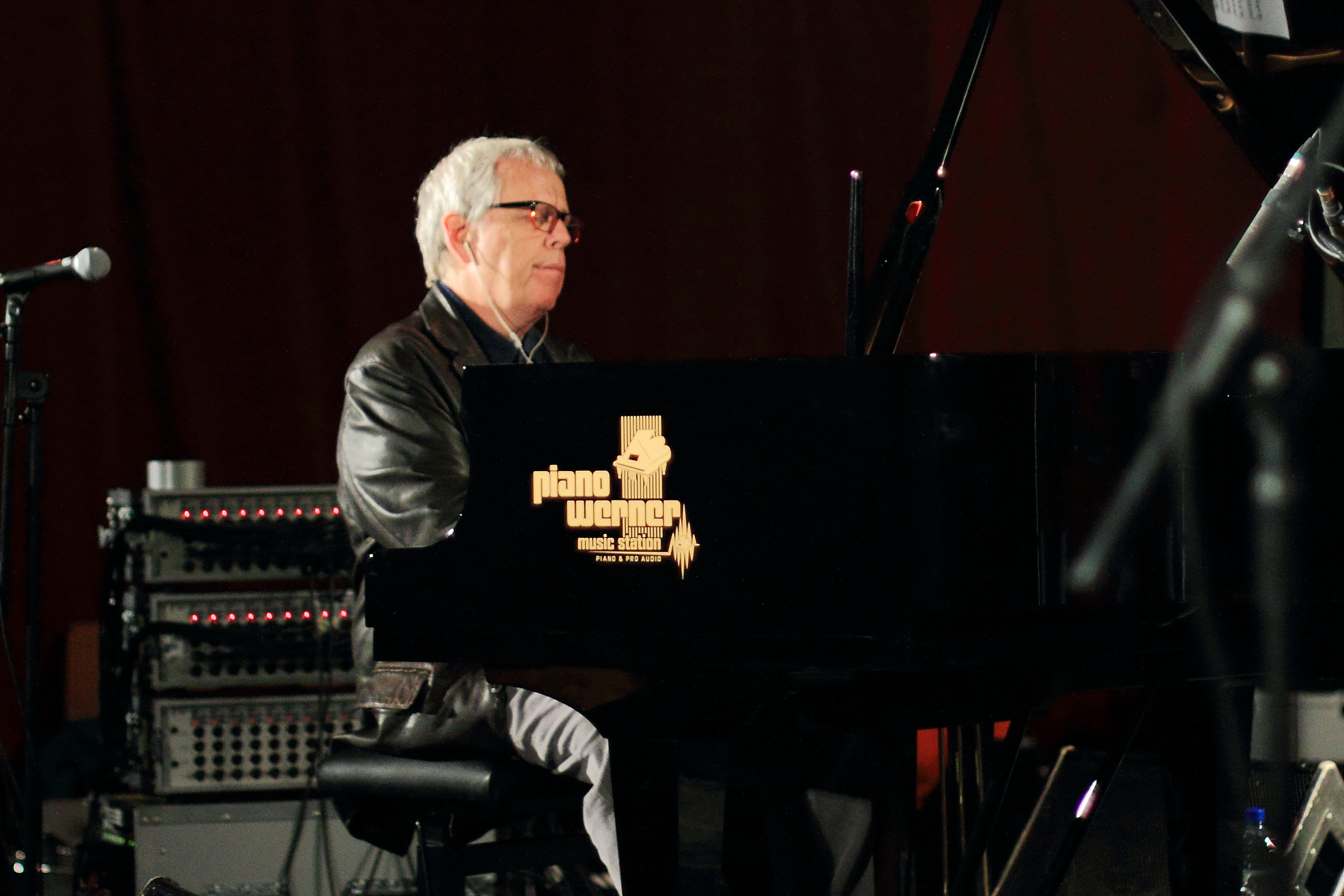
Kenny Werner 2016

Kenny Werner (nacido el 19 de noviembre de 1951) es un pianista y compositor estadounidense de jazz.

## Comienzos
Nacido en Brooklyn, Nueva York, el 19 de noviembre de 1951, creció en Oceanside, Nueva York. Werner comenzó a tocar y actuar a una temprana edad, haciendo su primera grabación en televisión a la edad de 11 años. Aunque estudió piano clásico de niño, le gustaba tocar cualquier cosa que escuchara en la radio y la improvisación era su verdadera vocación. En la escuela secundaria y en sus primeros años de universidad asistió a la reputada Escuela de Música de Manhattan.
Su aptitud para la improvisación lo llevó a la Escuela de Música Berklee en 1970, donde se reunió y estudió con su primera mentora y profesora de piano, Madame Chaloff.
Desde Boston, Werner viajó a Brasil con el saxofonista Victor Assis Brasil. Allí conoció al hermano gemelo de Assis, el pianista brasileño Joao Assis Brasil. Sus estudios con Joao y Madame Chaloff le conducirían a la escritura de Effortless Mastery, en 1996, un libro sobre los aspectos psicológicos de la música. 

## Carrera
Werner comenzó con su propio trío en 1981 con el baterista Tom Rainey y el bajista Ratzo Harris. El Kenny Werner Trio maduró durante catorce años, viajando por América y Europa y grabando cuatro álbumes en el periodo.
En los años 80, hizo de pianista para la Orquesta de Thad Jones / Mel Lewis. Desafiado por Lewis y Bob Brookmeyer a escribir para la banda, produjo sus primeras composiciones y arreglos para orquesta del jazz,  llevándolo a escribir para diversas bandas en Europa incluyendo las orquestas de jazz de Colonia, de Dinamarca, y de Estocolmo, la Umo Jazz Orchestra de Finlandia y a actuar varias veces como compositor invitado y solista con la Orquesta Metropole de Holanda. Desde entonces Werner ha tenido comisiones para escribir para grandes conjuntos como orquestas de jazz, orquestas completas, conjunto de viento, coro y cuarteto de cuerdas como aparece en su álbum No Beginning, No End (2009).
Werner continuó tocando a dúo con Toots Thielemans durante diecisiete años. Grabaron un álbum juntos y Werner recibió una nominación al Grammy por su composición, "Inspiration". Durante veinte años, fue director musical de la estrella de Broadway Betty Buckley. [1] Hicieron seis álbumes juntos y ella ha cantado sus arreglos para pequeñas bandas y orquestas. Él y Joe Lovano han grabado y colaborado en sus proyectos durante más de 40 años.
Durante la década de los 90, Werner hizo tres álbumes premiados: Maybeck Recital Hall Series, Vol. 34, Concord Duo Series, vol. 10, y Live at Visiones. [1]
En 2000, Werner formó un trío con Ari Hoenig en la batería y Johannes Weidenmueller en el bajo, con Werner actuando como compositor, arreglista y pianista. En 2007, lanzó su primer álbum para Blue Note Records. Lawn Chair Society, con Chris Potter, Dave Douglas, Scott Colley y Brian Blade.
Werner fue galardonado con una beca Guggenheim por el álbum No Beginning No End, que exploró la tragedia y la pérdida, la muerte y la transición, y el camino de una vida a otra. El álbum incluyó a Joe Lovano, Judi Silvano y más de setenta músicos.

## Premios
- Grants, National Endowment for the Arts, 1985, '87, '93, '95
- Guggenheim Fellowship, 2010
- Distinguished Artist Award for Composition, New Jersey Council of the Arts, "Kandinsky"

## Discografía

### Como líder
- 1977 The Piano Music of Bix Beiderbecke, Duke Ellington, George Gershwin, James P. Johnson (Atlantic)
- 1979 Timing (1978)/In "Blue" Gene Tyranny's "Just for the Record" (Lovely Music)
- 1981 Beyond the Forest of Mirkwood
- 1990 Introducing the Trio (Sunnyside)
- 1990 Uncovered Heart (Sunnyside)
- 1992 Press Enter (Sunnyside)
- 1994 Concord Duo Series, Vol. 10 (Concord Jazz)
- 1994 Copenhagen Calypso (Steeplechase)
- 1994 Gu-Ru (TCB)
- 1994 Live at Maybeck Recital Hall, Vol. 34 (Concord)
- 1995 Live at Visiones (Concord Jazz)
- 1995 Meditations (Steeplechase)
- 1998 A Delicate Balance (RCA Victor)
- 1998 Unprotected Music (Double-Time)
- 2000 Beauty Secrets (RCA Victor)
- 2001 Form and Fantasy, Vol. 1 (Double-Time)
- 2001 Toots Thielemans & Kenny Werner (Verve)
- 2002 Beat Degeneration: Live, Vol. 2 (Sunnyside)
- 2002 Celebration (Stunt)
- 2003 Naked in the Cosmos (Jazz 'n' Pulz)
- 2004 Peace (Half Note)
- 2006 Democracy (Half Note)
- 2007 Lawn Chair Society (Blue Note)
- 2008 At Ease (Cowbell)
- 2008 Play Ballads (Stunt)
- 2008 With a Song in My Heart
- 2009 A Way with Words (Cowbell)
- 2009 New York – Love Songs (Outnote)
- 2009 Walden (Cowbell)
- 2010 Living Effortless Mastery (City Hall)
- 2010 No Beginning No End (Half Note)
- 2011 Balloons: Live at the Blue Note (Half Note)
- 2011 Institute of Higher Learning (Half Note)
- 2012 Me, Myself & I (Justin Time)
- 2013 Celestial Anomaly (Pancake)
- 2013 Collaboration (Challenge)
- 2015 The Melody (Pirouet)[2]

### Como sideman
Con Lee Konitz
- Zounds (Soul Note, 1990)

Con Archie Shepp
- Soul Song (Enja, 1982)